# Toru Yoshikawa
Toru Yoshikawa (Japó, 13 de desembre de 1961) és un exfutbolista japonès.

## Selecció japonesa
Toru Yoshikawa va disputar 1 partits amb la selecció japonesa.